# دلوث (مینه‌سوتا)
دُلوث (به انگلیسی: Duluth) شهری در شهرستان سنت لوئیس ایالت مینه‌سوتا در کشور ایالات متحده آمریکا واقع است و جمعیت آن ۸۶۲۶۵ نفر می‌باشد. این شهر دومین شهر بزرگ در ساحل دریاچه سوپریور پس از شهر ثاندر بی کانادا می‌باشد. با این حال جمعیت نزدیک به ۲۸۰ هزار نفری متروپل دلوث بزرگترین جمعیت متروپل در کنار دریاچه سوپریور محسوب می‌شود.
دلوث با آنکه در انتهای غربی دریاچه سوپریور واقع شده بندرگاهی با قابلیت پذیرش کشتی‌های اقیانوس پیما می‌باشد. این بندرگاه از مسیر آبی دریاچه‌های بزرگ و مسیر دریایی سنت لورن به کرانه غربی اقیانوس اطلس متصل می‌باشد.
دلوث به همراه شهر سوپریور، ویسکانسین که بندرگاه دوقلو خوانده می‌شوند بزرگترین بندرگاه انتقال ذعال، سنگ آهن، و دانه‌های گیاهی در کل دریاچه‌های بزرگ محسوب می‌شود.